# 6260 Келсі
6260 Келсі (6260 Kelsey) — астероїд головного поясу, відкритий 2 серпня 1949 року.
Тіссеранів параметр щодо Юпітера — 3,325.